# 哈尔滨西站 (地铁)
哈尔滨西站是哈尔滨地铁3号线的地铁车站，位于中国黑龙江省哈尔滨市南岗区哈尔滨西站东广场地下，于2017年1月26日开通，曾为3号线一期西端运营终点站。

## 车站结构
地铁哈尔滨西站位于国铁哈尔滨西站东广场地下，与东广场交通枢纽共构设置，3号线车站主体建筑垂直于国铁站房设置，主体结构长334.15米，宽25.2-31.4米，为地下四层岛式站台车站，其中车站站厅位于地下二层，与东广场交通枢纽大厅同层，站台位于地下五层。地下三层为预留规划哈尔滨地铁6号线岛式站台，与国铁站房平行布置，主体结构长220.4米，宽24.7米，地下四层为夹层换乘厅，位于与3号线站台上方，长159.7米，宽25.2米，该换乘厅可通过地下通道直接连通哈尔滨西站地下城市通廊，即国铁到达大厅，国铁到达乘客可直接由到达大厅通过地下通道进入车站。车站无列车折返条件，作为3号线一期西端运营终点站期间，列车在本站清客后继续前往城乡路站折返。
| 地面              | 出入口       | 哈尔滨西站东广场地面出入口                                                                            |
| 地下一层          | 非地铁站结构 | 哈尔滨西站东广场夹层                                                                                  |
| 地下二层          | 站厅         | 哈尔滨西站东广场换乘集散大厅、客服中心、自动售票机、验票机                                            |
| 地下三层          | 预留站台层   | 预留哈尔滨地铁6号线岛式站台                                                                           |
| 地下四层          | 换乘夹层     | 换乘厅、客服中心、自动售票机、验票机、哈尔滨西站城市通廊出入口                                        |
| 地下五层          | 站台层       | \| \| \| █ 3号线內环（城乡路） \| \| 島式 · 開左邊车门 \| \| \| \| \| \| █ 3号线外环（凯盛源广场） \| |
|                   |              | █ 3号线內环（城乡路）                                                                                 |
| 島式 · 開左邊车门 |              | |
|                   |              | █ 3号线外环（凯盛源广场）                                                                             |

## 车站出口
地铁哈尔滨西站站厅位于哈尔滨西站东广场换乘集散大厅中部，车站不设独立出入口，进出站闸机均连通换乘集散大厅，乘客需通过东广场出入口前往火车站及周边。

## 接驳交通

### 国铁
- 国铁京哈铁路及哈大高速铁路哈尔滨西站

### 公交车
| 哈西客站东广场 | 哈西客站东广场     | 哈西客站东广场 | 哈西客站东广场         | 哈西客站东广场                                         |
| 编号           | 路线               | 路线           | 路线                   | 备注                                                   |
| -------------- | ------------------ | -------------- | ---------------------- | ------------------------------------------------------ |
| 11             | 哈西站东广场       | ⇆              | 哈站南广场             | 经医大二院、和兴三道街                                 |
| 夜11           | 哈西站东广场       | ⇆              | 哈站南广场             | 经医大二院、和兴三道街                                 |
| 31             | 和平小区           | ⇆              | 哈西站东广场           | 原 57（第一代）                                        |
| 57             | 民生尚都福园小区   | ⇆              | 香坊人民医院           |                                                        |
| 65             | 哈东站             | ⇆              | 哈西站东广场           |                                                        |
| 96             | 哈西站东广场       | ⇆              | 哈站南广场             | 经铁路街（清明二道街路口）、哈尔滨大街（哈西大街路口） |
| 120            | 绿荫小区           | ⇆              | 哈西站东广场           | 原 207（第一代）                                       |
| 124            | 雨阳公园公交首末站 | ⇆              | 哈西站东广场           | 原 124专线                                             |
| 130            | 哈西站东广场       | ⇆              | 南极街                 |                                                        |
| 236            | 中海文昌公馆       | ⇆              | 阳光家园小区           |                                                        |
| 379            | 哈东万达广场       | ⇆              | 哈西站东广场           |                                                        |
| 602            | 北新路客运站       | ⇆              | 哈西站东广场           | 大站快线                                               |
| C902           | （绥化）肇东火车站 | ⇆              | （哈尔滨）哈西站东广场 | 大站快线                                               |
| S4             | 哈东站             | ⇆              | 哈西站东广场           |                                                        |
| S11            | 杉杉奥特莱斯侧门   | ⇆              | 哈西站东广场           |                                                        |

### 长途巴士
- 哈西公路客运站：通往安达市、巴彦县、拜泉县、宝清县、北安市、勃利县、富锦市、海伦市、黑河市、桦南县、鸡西市、克东县、克山县、明水县、太平国际机场等地长途巴士

## 车站历史
- 2017年1月26日，车站随3号线一期工程通车一同开通[1]，为3号线西端运营终点站。
- 2021年
  - 10月25日，为配合3号线二期贯通调试，车站暂停运营[3]。
  - 11月26日，车站随3号线二期开通恢复运营[4]。
- 2022年
  - 4月20日，受新冠疫情影响，车站暂停运营[5]。5月7日，车站恢复运营[6]。
  - 11月27日，受新冠疫情影响，车站暂停运营[7]。12月8日，车站恢复运营[8]。